# Borodinski kruh
Borodinsky kruh (Ruski:  бородинский хлеб borodinskiy khleb) odnosno borodino kruh je ruski tamni raženi kruh tradicionalno zaslađen melasom i začinjen sjemenkama korijandara i kima.

## Povijest
Postoji više legendi o postanku borodino kruha. Jedna tvrdi kako je kruh dobio ime po bitki kod Borodina. Prema ovoj priči udovica Napoleonova generala Aleksandra Tučkova, Margarita Tučkov, nakon smrti svog muža u spomenutoj bitki osnovala je opatiju na bivšem bojištu. Opatice su uskoro počele pripravljati kruh po vlastitom receptu. Kruh se radi svoje tamne boje u početku servirao za tugujućih događanja. Okrugle sjemenke korijandara simbolizirale su sačmeno streljivo.
Druga legenda također povezuje etimologiju kruha s bitkom kod Borodina. Po ovom tumačenju borodinski kruh nastao je kada je topovska paljba prevrnula prikolicu s hranom koja je sadržavala raž i korijander pa su lokalni stanovnici po prvi put morali zajedno kombinirati ove namirnice.
Treća legenda tvrdi kako je kruh izmislio kompozitor i kemičar Aleksandar Borodin vrativši se u Moskvu iz Italije. 
Nema dokaza koji bi ozbiljno podržali bilo koju od ovih legendi. Borodinski kruh se prvi put pod tom imenu spominje tek iza Oktobarske revolucije odnosno 1920. Službeni recept se u pismenom obliku nije pojavljivao prije 1933. Postoji niz sličnih recepata koji datiraju još od 19. stoljeća ali nijedan ne sadrži sjemenke korijandara.

## Priprema
Borodinski kruh radi se od mješavine raženog brašna u količini 80%,  brašna od pšenice II stupnja u količini 15%, crvenog raženog slada u količini od 5% uz dodatak soli, šećera, melase i korijandara, kima ili anisa. Ponekad se dodaje kvasac. U tijesto se dodaju mljeveni korijandar i mljeveni kim, a sjeme korijandera dodatno se koristi za posipanje kruha.
Varijacija borodinskog kruha koja se naziva "supreme" pravi se od 100%-tnog raženog brašna. Prvi put se spominje u  P.M. Plotnikovoj & M.F. Kolesnikovoj knjizi 350 Varijanti kruha iz 1940-e.